# Tropico 2: Pirate Cove
Tropico 2: Pirate Cove là phiên bản độc lập tiếp theo của trò chơi máy tính thuộc thể loại mô phỏng xây dựng và quản lý thành phố ảo Tropico do hãng Frog City Software phát triển và Gathering of Developers phát hành vào năm 2003.

## Cách chơi
Bối cảnh chính của Tropico 2 diễn ra vào thế kỷ 17, thời kỳ hoàng kim của cướp biển, được mệnh danh là hung thần biển cả, tung hoành khắp các đại dương và tập trung trú ẩn tại hòn đảo bí mật ngoài khơi vùng biển Caribê. Người chơi không còn đóng vai ngài thị trưởng đáng kính chỉ lo phát triển kinh tế, văn hóa, dân số và du lịch như phiên bản đầu tiên nữa. Trong phiên bản mới này, với diện mạo của một thủ lĩnh hải tặc, người chơi phải chịu trách nhiệm xây dựng, phát triển căn cứ bí mật như chăm sóc lũ lâu la, thuộc hạ dưới quyền, trang bị quân trang hiện đại, mua sắm tàu chiến tốt…; và đồng thời cũng phải giữ cho căn cứ tránh xa tầm mắt của những hạm đội hải quân các nước như Anh, Tây Ban Nha và Pháp gần đó.
Trong phiên bản trước, nguồn nhân lực chủ yếu là những cư dân trú ngụ trong thành phố. Lần này, nguồn nhân lực sẽ là những tù nhân xấu số, trôi dạt đến đây do bị đắm tàu hoặc bị bắt bởi hải tặc. Vì thế, họ luôn tìm mọi cách trốn thoát khỏi hòn đảo giam cầm này. Người chơi cần áp dụng những biện pháp răn đe như dựng bức tượng xương người, đoạn đầu đài, xây tháp canh khắp nơi… Đôi lúc cần kíp, người chơi cũng có thể huấn luyện họ trở thành cướp biển. Kiểu xây dựng kinh tế của cướp biển chẳng thể nào giống của người Hy Lạp hay La Mã. Cướp biển luôn cần có bia do đó, người chơi phải xây thật nhiều nhà máy bia và quán rượu. Sòng bạc và khu massage thì giúp người chơi thu phục sự kính phục và trung thành từ đám lâu la.
Tropico 2 đã cố gắng thiết kế lại quy trình xử lý tài nguyên cho khép kín, logic và thực tế hơn. Việc khai thác gỗ và mỏ sắt không chỉ dừng lại ở việc xây dựng trại khai thác gần nguồn tài nguyên mà còn đòi hỏi thêm nhà máy chế biến. Ví dụ, cây gỗ từ trạm khai thác phải được đưa qua nhà máy xử lý gỗ thì mới thành gỗ thành phẩm; tương tự, quặng sắt cũng cần được nấu chảy trong nhà máy luyện kim rồi mới đưa đến lò rèn vũ khí. Trước đây, trong trò Settler, quy trình này cũng đã được áp dụng hoàn chỉnh. Tất cả các hoạt động kinh tế trong game đều diễn ra trên biển, không còn giao thương với các nước láng giềng mà phải đi tìm kho báu, đánh cướp và lẩn tránh khỏi tầm ngắm của lực lượng hải quân hùng hậu Pháp, Tây Ban Nha và Anh. Nếu người chơi sơ ý để căn cứ bí mật bị phát hiện thì coi như cuộc chơi đành chấm dứt.
Tropico 2 được hoàn chỉnh cả phần chơi chiến dịch và chơi đơn nhưng lại không hỗ trợ phần chơi nhiều người cùng lúc. Nếu chọn chế độ chơi chiến dịch, người chơi sẽ được nhận một hòn đảo có nguồn tài nguyên nhất định kèm theo yêu cầu và thời gian phải hoàn tất. Ở mỗi màn, người chơi thường nhận được từ 2 đến 3 nhiệm vụ với độ khó tăng dần.
Trong phần chơi đơn, người chơi có thể thay đổi các thông số về thuyền trưởng (mới vào nghề hoặc dày dạn kinh nghiệm sông nước), kích thước, độ phì nhiêu, mật độ rừng che phủ trên đảo, mối quan hệ với các quốc gia lân cận (Anh, Pháp, Tây Ban Nha,…) và cuối cùng là độ dài game. Nếu người chơi vẫn chưa ưng ý thì có thể dung công cụ có sẵn để tạo màn chơi mới phù hợp với mình. Tropico 2 còn tạo thêm một nhân vật phụ tá với nhiệm vụ thông báo nhanh đến người chơi những thông tín mới nhất, giúp người chơi nắm bắt mạch game sát hơn. Ngoài ra có bổ sung thêm tính năng Island Log (nhật ký hành trình) không chỉ cung cấp thông tin về cư dân trên đảo, thủy thủ đoàn, tàu thuyền mà còn có nguyên cả quyển bách khoa toàn thư chứa đựng nhiều kiến thức bổ ích về mọi thứ trong game.
Giao diện của Tropico 2 khá đẹp và mang đậm chất đặc trưng đi kèm với những giai điệu sôi động tuyệt vời mang âm hưởng của vùng Caribê. Người chơi có thể phóng lớn, thu nhỏ tầm nhìn mà chất lượng hình ảnh vẫn đảm bảo. Nhân vật xuất hiện với nhiều kiểu trang phục và vóc dáng khác nhau, có thêm cả những sinh vật phụ trợ như mèo hoang và vượn góp phần tô điểm cho bộ mặt sinh động của hòn đảo; tuy cử động vẫn còn chưa khớp và đôi chỗ hơi giả tạo.